# قهرمانی شش ملت

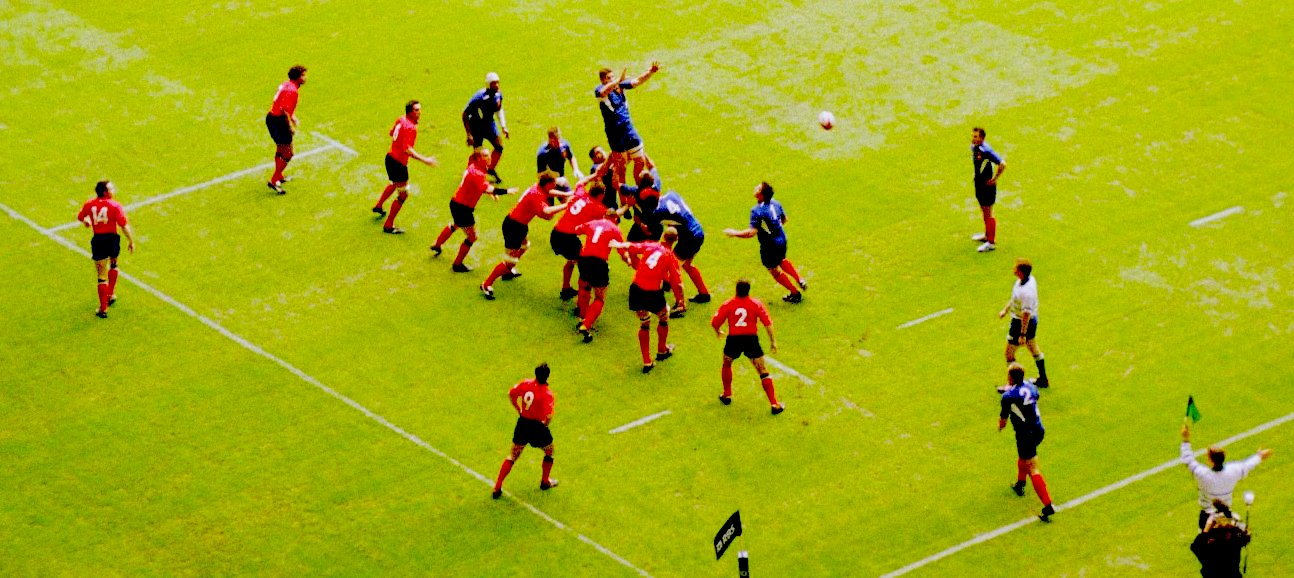
بازی تیم‌های ملی ولز و فرانسه ۲۰۰۴

قهرمانی شش ملت یکی از دو تورنمنت مهم سالیانه و قدیمی‌ترین رویداد بین‌المللی ورزش راگبی ۱۵ نفره است که از سال ۱۸۸۳ تاکنون به طور منظم برگزار شده‌نیست.
این مسابقات بین تیم‌های ملی راگبی ۱۵ نفره شش کشور صاحب راگبی در اروپا، یعنی؛ انگلیس، ولز، ایرلند، اسکاتلند، فرانسه و ایتالیا به صورت دوره‌ای برگزار می‌شود. در این تورنمنت هر تیم یک‌بار با دیگر تیم‌ها مسابقه می‌دهد. تیمی که مسابقه را در خانه برگزار می کند، سال آینده مسابقه را در خارج از خانه برگزار خواهد کرد. بیشترین تعداد قهرمانی در این مسابقات ۲۵ بار توسط انگلیس است. ولز ۲۴ بار، فرانسه ۱۶ بار، اسکاتلند ۱۴ بار و ایرلند ۱۰ بار قهرمان این مسابقات شده‌اند.
قهرمان فعلی این مسابقات ولز است که در مسابقات سال ۲۰۰۸ همه تیم‌ها را شکست داد.
دیگر تورنمنت مهم سالانه راگبی ۱۵ نفره، رقابت‌های سه ملت است که بین سه کشور صاحب راگبی نیمکره جنوبی یعنی افریقای جنوبی، استرالیا و نیوزیلند برگزار می‌شود.

## تاریخچه
پیدایش این مسابقات به نخستین رویارویی بین‌المللی راگبی برمی گردد که در شهر ادینبورگ در اسکاتلند برگزار شد. تیم ملی اسکاتلند در آن مسابقه با یک گل تیم ملی انگلیس را شکست داد. ولز و ایرلند در سال ۱۸۸۳ به مسابقات اضافه شدند و این سال معمولاً به‌عنوان تاریخ آغاز این مسابقات (چهار ملت پیشین و شش ملت فعلی) ذکر می‌شود. نخستین قهرمانی ولز در این مسابقات در سال ۱۸۹۳ و ایرلند در سال ۱۸۹۴ اتفاق افتاد.
تیم ملی فرانسه که در چهار دوره قبلی مسابقات شرکت کرده بود در سال ۱۹۱۰ به‌طور رسمی به مسابقات اضافه شد و عنوان مسابقات پنج ملت از آن سال پیدا شد. در ۱۹۳۱ کشورهای اصلی فرانسه را به دلیل نتایج ضعیف و شائبه حضور بازیکنان حرفه‌ای اخراج کردند. فرانسوی‌ها در سال ۱۹۳۹ برگشتند و به جز دوران جنگ در تمام مسابقات بعدی حضور داشت. نخستین قهرمانی فرانسه به‌طور مشترک در سال ۱۹۵۴ و به تنهایی در ۱۹۵۹ به‌دست آمد.
تیم ملی راگبی ایتالیا هم در سال ۲۰۰۰ به مسابقات اضافه شد.

## قهرمانی شش ملت زنان
مسابقات راگبی زنان از سال ۱۹۹۶ به مسابقات اضافه شد. در سال ۱۹۹۹ هر پنج کشور تیم‌های ملی راگبی زنان خود را روانه مسابقات کردند و در سال ۲۰۰۱ با حضور تیم ملی اسپانیا مسابقات شش ملت برگزار شد. با وجود اینکه اسپانیائی‌ها در راگبی بانوان تیم بسیار قویتری از ایتالیا دارند و حتی در دوره‌های قبل گاه بالاتر از تیم‌های ایرلند و اسکاتلند و ولز هم قرار گرفته بودند، با تأسیس کمیته مسابقات شش ملت، ایتالیا جایگزین اسپانیا شد.